# Gottlieb Jäger
Gottlieb Jäger (Aarau, 28 dicembre 1805 – Brugg, 25 aprile 1891) è stato un giurista, giudice e politico svizzero. Era considerato uno dei più eminenti giuristi svizzeri del suo tempo.

## Biografia
Figlio di Samuel Jäger, cancelliere del tribunale distrettuale, sposò nel 1837 Sophie Siebenmann, figlia di Johann Georg Siebenmann, commerciante. Dal 1825 studiò diritto a Basilea, Jena e Heidelberg, divenendo notaio nel 1829 e avvocato nel 1831. Segretario del governo dal 1832 al 1833, tra il 1833 e il 1836 fece un viaggio in America. In seguito divenne avvocato a Brugg, città di cui fu sindaco dal 1838 al 1858. Fu inoltre giudice supplente tra il 1849 e il 1856 e tra il 1874 e il 1880, e dal 1856 al 1874 giudice a tempo parziale del Tribunale federale, che presiedette nel 1860. Nel 1845 condusse a Lucerna le trattative per il riscatto di coloro che avevano preso parte alla spedizione dei Corpi franchi.
In politica fu dapprima su posizioni decisamente radicali, poi si avvicinò alla corrente moderata del partito. Fu deputato al Gran Consiglio argoviese dal 1832 al 1834 e dal 1837 al 1862, e membro della Costituente cantonale dal 1849 al 1852. Nel 1848 fece parte della commissione incaricata della redazione della Costituzione federale e fu deputato al Consiglio nazionale tra il 1848 e il 1851 e tra il 1854 e il 1866. Ne fu anche presidente nel 1864-1865.